# Gemma Forsyth
Gemma Forsyth (ur. 6 lutego 1989) – australijska aktorka i tancerka. Znana jest głównie z roli Evie McLaren w serialu Mako Mermaids: Syreny z Mako. Karierę aktorską rozpoczęła w 2003 roku, występując gościnnie w serialu The Sleepover Club.

## Filmografia
| Rok       | Tytuł                        | Rola                         | Uwagi             |
| --------- | ---------------------------- | ---------------------------- | ----------------- |
| 2003      | The Sleepover Club           | Kelly                        | Rola gościnna     |
| 2006      | Mortified                    | Katy                         | Rola gościnna     |
| 2010      | H2O – wystarczy kropla       | Suzie                        | Rola gościnna     |
| 2011      | Morski patrol                | Kobieta na miesiącu miodowym | Rola gościnna     |
| 2011      | SliDE                        | Dziewczyna#1                 | Rola gościnna     |
| 2012      | Zabójcza podróż poślubna     | Alanda                       | Rola główna       |
| 2013–2016 | Mako Mermaids: Syreny z Mako | Evie McLaren                 | Rola drugoplanowa |